# Церковь Георгия Победоносца (Курнаковка)
Церковь Георгия Победоносца (Свято-Гергиевский храм) —  православный храм в хуторе Курнаковка Ростовской области; Волгодонская и Сальская епархия, Белокалитвенское благочиние. Находится в руинах, создан новый приход.

## История
Сохранилась и дата на кирпиче в основании стены ныне находящегося в руинах храма — 1860 год.
В 1931 году церковь была закрыта, в 1932 году в ней организовали клуб. Затем в помещении храма создали зернохранилище местного колхоза. Храм пережил Великую Отечественную войну; после неё снова служил как склад для зерна. Затем разрушающееся здание забросили, и в бесхозном состоянии оно было до начала нового тысячелетия. 
В настоящее время прихожане местных хуторов обустроили новый приход церкви Святого Георгия Победоносца рядом со старым разрушенным храмом Георгия Победоносца. Настоятель — иерей Александр Калабухов.